# Studii central-europene

Studiile central-europene reprezintă un domeniu academic interdisciplinar care analizează diverse aspecte ale regiunii Europei Centrale, incluzând limbile, culturile, istoria, economiile, societățile, politicile și relațiile internaționale. Acest domeniu a câștigat importanță în urma schimbărilor geopolitice din secolul XX și începutul secolului XXI, care au evidențiat necesitatea unei înțelegeri aprofundate a acestei regiuni complexe.